# Château de Montigny (Seine-Maritime)
Le château de Montigny est une demeure du XVIIe siècle qui se dresse sur le territoire de la commune française des Cent-Acres, dans le département de la Seine-Maritime, en région Normandie.

## Localisation
Le château se trouve sur la commune des Cent-Acres, dans le département français de la Seine-Maritime.

## Historique
Le château est daté du XVIIe siècle. 
Construit pour Henri d'Ambray, mort au milieu du XVIIe siècle, il reste jusqu'en 1870 dans la même famille, qui occupe, avant la Révolution, différentes charges au Parlement de Normandie.
Il a appartenu notamment à Jean-Henri Dambray (1669-1706), président à mortier au Parlement de Normandie, à son arrière-petit-fils, Charles Henri Dambray (1760-1829), président de la Chambre des pairs sous la Restauration, puis au fils de celui-ci, Emmanuel Dambray (1785-1868), pair de France, député, conseiller-général.
Après la guerre de 1870, il passe à la famille Le Gras du Luart, qui le conserve jusqu'au milieu des années 1950.
Jacques du Luart, qui sera député de la Seine-inférieure entre les deux guerres, y nait en 1881.

## Description
La construction, de style Louis XIII, est bâtie en pierre et brique. Elle se compose d'un corps de logis central, cantonné par deux ailes en retour. L'édifice forme un quadrilatère ceint de fossés secs, dont chaque angle est marqué par un pavillon coiffé d'un comble indépendant.
Les aménagements intérieurs datent du XVIIIe siècle et celui de la chapelle, pourvue d'une tribune, du XIXe siècle.
L'édifice, bordé à l'Est par une cour de dépendances et un jardin potager, est précédé, au nord, par une avenue rectiligne et donne, du côté méridional, sur un parc dessiné à l'anglaise.

## Protection
Le château et ses dépendances sont propriété privée. Ils sont inscrits au titre des monuments historiques depuis un arrêté du 30 décembre 1988.

## Pour approfondir